# پارالمپیک تابستانی ۱۹۸۸
پارالمپیک تابستانی ۱۹۸۸ (کره‌ای: ۱۹۸۸년 하계 패럴림픽; لاتین‌نویسی اصلاح‌شده: Cheon gubaek palsip-pal nyeon hagye paereollimpik) اولین پارالمپیک پس از ۲۴ سال بود که در همان شهر بازی‌های المپیک برگزار شد. این مسابقات در سئول، کره جنوبی برگزار شد. این اولین باری بود که اصطلاح «پارالمپیک» رسماً مورد استفاده قرار گرفت.